# すべてをあなたに (曲)
「すべてをあなたに（英: Saving All My Love for You）」 は、マイケル・マッサーとジェリー・ゴフィンが作詞作曲し、ジーン・ペイジが編曲した楽曲。オリジナルは、1978年にマリリン・マックー&ビリー・デイヴィス・Jrのマイナーヒットである。ホイットニー・ヒューストンのカバーが有名で、彼女のデビューアルバム『そよ風の贈りもの』からのセカンド・シングルとして発売されると全米シングルチャートで1位を獲得した。

## 内容
このジャズ風のバラードは、既婚者の男性との不倫を歌っていて、すべての愛をその男性に捧げる内容である。

## ミュージック・ビデオ
ミュージック・ビデオはロンドンで撮影され、主演のホイットニー・ヒューストンが既婚者の音楽プロデューサーと恋に落ちる役を演じている。

## 解説

### チャート・パフォーマンス
ホイットニーの「すべてをあなたに」は1985年に発売されると、ビルボード・ホット100に初登場で53位を記録、翌週（8月24日）には39位まで上昇、5週目にはトップ10に入った。1985年10月26日にはとうとう1位まで到達し、この曲から7曲連続で1位を記録することになる。なお、このシングルは15週間トップ40に滞在し、さらに世界中で1位もしくはトップ10ヒットを記録している。また、全米ホットR&Bソング・チャートでも1位を記録した。ビルボードの年間ブラグ・シングルチャートで5位を記録した。全英シングルチャートでは1985年12月に2週間1位を記録した。このシングルは1985年のシングル売上でもトップ25に入っている。

### 受賞
ヒューストンは1986年のグラミー賞で最優秀女性ポップ・ボーカル賞を獲得し、この曲のビデオはアメリカン・ミュージック・アワードの最優秀R&B/ソウル・ビデオを獲得した。

## チャートと認定
| チャート（1985年）                                | 最高位 |
| ------------------------------------------------- | ------ |
| オーストリア (Ö3 Austria Top 40)                  | 12     |
| オランダ (Dutch Top 40)                           | 16     |
| フランス (SNEP)                                   | 11     |
| ドイツ (GfK Entertainment charts)                 | 18     |
| アイルランド (IRMA)                               | 1      |
| ニュージーランド (Recorded Music NZ)              | 5      |
| ノルウェー (VG-lista)                             | 10     |
| スイス (Schweizer Hitparade)                      | 5      |
| 全英シングル (オフィシャル・チャート・カンパニー) | 1      |
| US Billboard Hot 100                              | 1      |
| US Adult Contemporary (Billboard)                 | 1      |
| US Hot R&B/Hip-Hop Songs (Billboard)              | 1      |

| チャート（1985年）       | 順位 |
| ------------------------ | ---- |
| 全米ブラック・シングル   | 5    |
| 全米ポップ・シングル     | 23   |
| チャート（1986年）       | 順位 |
| スイス・シングルチャート | 28   |

| 国             | 認定機関 | 認定内容 |
| -------------- | -------- | -------- |
| イギリス       | BPI      | ゴールド |
| アメリカ合衆国 | RIAA     | ゴールド |

### 前後のチャート
| 先代 「アイム・ユア・マン」 by ワム! | 全英シングルチャート ナンバー1シングル 1985年12月14日 - 1985年12月21日 | 次代 「メリー・クリスマス・エブリワン」 by シェイキン・スティーブンス |
| 先代 「テイク・オン・ミー」 by a-ha  | アメリカ合衆国 ビルボード・ホット100 ナンバー1シングル 1985年10月26日  | 次代 「パートタイム・ラヴァー」 by スティーヴィー・ワンダー           |

## カバー
- ジャズ・トランペット奏者のレスター・ボウイは、1986年のアルバム『Avant Pop』にこの曲のカバーを収録した。
- ジャズ・サックス奏者のハンク・クロフォードは、1990年のアルバム『Groove Master』にこの曲のカバーを収録した。
- 日本のフュージョン・バンドのOTTOTTRIO は、1988年のライヴでこの今日をカバーした。
- オーストラリアの歌手シェネルは、2011年のアルバム『ラブ・ソングス』にこの曲のカバーを収録した。
- 日本の歌手朱里エイコは、1987年に「すべての愛をあなたに…」のタイトルでシングルリリースした。。
- 日本の歌手LISA（m-flo）は、2005年のアルバム『Melody Circus』にこの曲のカバーを収録した。
- 日本の歌手JUJUは、2008年のミニアルバム『My Life』にこの曲のカバーを収録した。
- ホイットニーが他界した2012年、アメリカのテレビドラマシリーズ『glee/グリー』シーズン3の第17話「ホイットニーに捧ぐ」の劇中で、サミュエル・ラーセンとディアナ・アグロンによるデュエットでカバーされた。
- 日本の歌手島津亜矢は、2015年のアルバム『SINGER 3』にこの曲のカバーを収録した。